# Сион (топоним)
Сион (ивр. צִיּוֹן) — название места в Ветхом Завете, часто используемое как синоним слова Иерусалим а также Земля Израиля в целом.
Название встречается в 2 Царств (2 Царств 5:7), одной из книг Ветхого Завета (Еврейской Библии), датируемой примерно серединой VI века до нашей эры. Первоначально это относилось к определенному холму в Иерусалиме, Гора Сион, расположенная к югу от Горы Мориа (Храмовой горы). Согласно Библейскому повествованию, гора Сион удерживала Иевусейская одноименная крепость, завоеванная Давидом и переименованная в Город Давида. Эта гора является одним из многих приземистых холмов, образующих Иерусалим.
На протяжении многих веков, вплоть до XVII века (Период Османской империи), городские стены Иерусалима много раз перестраивались в новых местах, так что конкретный холм, известный в Библейские времена как гора Сион, больше не находится в пределах городских стен, но теперь он находится сразу за пределами Старого города и к юго-востоку от него.

## Иудаизм: религия и сионизм

### Еврейская Библия
Сион упоминается в еврейской Библии 152 раза, чаще всего в Пророческих книгах, Книге Псалмов и Книге Плача, помимо шести упоминаний в исторических книгах (Царств, Самуила, Хроник) и единственного упоминания о «дочерях Сиона» в Песни Песней (3:11).
В Псалме 147 слова «Иерусалим» и «Сион» взаимозаменяемы для обращения к верующим: «[2] Господь созидает Иерусалим: он собирает отверженных Израиля. […] [12] Хвали Господа, о Иерусалим; хвали Бога твоего, о Сион».

### Сионизм
Термин «сионизм» произошел от немецкого перевода слова «Цион» в его журнале «Selbstemanzipation» («самоосвобождение») в 1890 году. Сионизм как современное политическое движение зародился в 1897 году и поддерживал «национальный дом», а позже и государство для еврейского народа на Земле Израиля, хотя идея существовала с момента окончания независимого правления евреев. Сионистское движение провозгласило создание государства Израиль в 1948 году в соответствии с Планом Организации Объединенных Наций по разделу Палестины. С тех пор, придерживаясь различных идеологий, сионисты сосредоточились на развитии и защите этого государства.
Последняя строка государственного гимна Израиля Хатиква (на иврите означает «Надежда») дословно звучит так: «Эрец-Сион, Виерушалаим», что буквально означает «Земля Сиона и Иерусалим».